# Siren (kodek)
Siren – rodzina opatentowanych, opartych na transformacji, szerokopasmowych formatów kodowania dźwięku i implementacji ich kodeków audio opracowanych i licencjonowanych przez PictureTel Corporation (przejętą przez Polycom, Inc. w 2001 r.).
Istnieją trzy wersje tego kodeka: Siren 7, Siren 14 i Siren 22.

## Licencjonowanie
W większości krajów korzystanie z formatów kodowania dźwięku Siren 7 i Siren 14 wymaga uzyskania licencji na patenty od Polycom. Licencja wolna od opłat licencyjnych na Siren 7 i Siren 14 jest dostępna od Polycom po spełnieniu pewnych, dość prostych warunków.
Korzystanie z Siren 22 również wymaga uzyskania licencji na patenty od Polycom.